# Musaranya d'Armènia
La musaranya d'Armènia (Crocidura armenica) és una espècie de musaranya que viu a Armènia i l'Azerbaidjan.
És una musaranya de mida mitjana que té la cua és llarga i els peus posteriors grans. El color del dors és gris castany a l'estiu i gris cendrós tirant a platejat a l'hivern, i es difumina cap als costats per acabar al ventre que és blanquinós.
Viu en zones rocalloses, i la seva biologia es coneix poc.